# Tom Kapinos
Tom Kapinos (Levittown, 12 luglio 1969) è uno sceneggiatore e produttore televisivo statunitense, conosciuto soprattutto in quanto creatore della serie televisiva di successo Californication.

## Biografia
Ha iniziato la carriera televisiva nel 1999, come sceneggiatore e produttore esecutivo del teen drama cult Dawson's Creek, esperienza successivamente definita da lui come un campo di addestramento di quattro anni. Successivamente si è dedicato alla creazione di una propria serie televisiva, la drammedia Californication, per la quale ha funto anche da produttore esecutivo e primo sceneggiatore. Cresciuto nello stato di New York, si è diplomato all'Island Trees High School nel 1987.

## Filmografia parziale
- Californication (2007-2014)
- Lucifer - serie TV (2016-2021)